# Maurice Sérullaz
Maurice Sérullaz, né à Paris le 19 janvier 1914 et mort à Zonza en Corse le 14 août 1997, est un artiste peintre, historien d'art et critique d'art, chargé de cours à l'École du Louvre et professeur d'histoire générale de l'art à l'université.

## Biographie
Né en 1914 à Paris du mariage d'Henry Sérullaz et Hortense Joinin, Maurice Sérullaz est le neveu du poète Maurice Rollinat. Peignant dès l'âge de quatorze ans, il réalise de nombreux travaux pour le décorateur Dumas.
En juin 1940, avec Jacques Jaujard, directeur des musées nationaux, et René Huyghe, il organise la mise en refuge dans le Midi de la France de 700 toiles du musée du Louvre (dont La Joconde).
Premier conservateur du musée national Eugène-Delacroix, il organisera l'exposition célébrant le centenaire du maître en 1963. Il est affecté en 1957 au cabinet des dessins du musée du Louvre, y étant chargé de la collection Edmond de Rothschild, pour y devenir conservateur en chef du cabinet des dessins en 1968.

## Publications

### Livres
- Jacques-Louis David, 1748-1825 - Quatorze dessins, éditions des musées nationaux, Paris, 1939.
- Évolution de la peinture espagnole, des origines à Picasso, Horizons de France, 1947.
- Delacroix - Aquarelles du Maroc, Fernand Hazan, Paris, 1951.
- Corot, Fernand Hazan, Paris, 1952.
- Les dessins de jeunesse d'Eugène Delacroix au Louvre, éditions Morancé, 1954.
- Degas - Femmes à leur toilette, blanchisseuses, modistes, Fernand Hazan, Paris, 1958.
- Goya - Portraits, Fernand Hazan, Paris, 1959.
- Les peintres impressionnistes, éditions Tisné, Paris, 1959.
- Les plus beaux dessins français du XIXe siècle, éditions Librisaggi, 1962.
- Mémorial de l'exposition Eugène Delacroix, éditions des musées nationaux, Paris, 1963.
- Peintures murales de Delacroix, éditions du Temps, Paris, 1963.
- Le Cubisme, Presses universitaires de France, coll. « Que sais-je ? », 1963.
- Dessins français de Prud'hon à Daumier éditions Arts et dessins, Fribourg, 1966.
- Peintres maudits, Hachette, 1968.
- En collaboration avec Julien Cain et Adeline Cacan, Baudelaire (catalogue d'exposition, Petit Palais, novembre 1968 - mai 1969), éditions des musées nationaux, 1968.
- Le XIXe siècle français - Corot, Cézanne, Daumier, Delacroix, Ingres, Renoir - Dessins et aquarelles de grand maîtres, éditions Princesse, 1970.
- En collaboration avec Arlette Sérullaz, « Dessins inédits de Delacroix pour "La Liberté guidant le peuple" », Revue de l'art, n°14, avril 1971.
- En collaboration avec Pierre Jean-Richard, Boucher - Gravures, dessins (catalogue d'exposition, musée du Louvre, mai-septembre 1971), éditions des musées nationaux, 1971.
- La Peinture espagnole, collection « Que sais-je ? », Presses universitaires de France, 1973.
- Encyclopédie de l'Impressionnisme, Somogy, 1977.
- En collaboration avec Arlette Sérullaz, Pierre Paul Rubens, ses maîtres, ses élèves - Dessins du musée du Louvre, éditions des musées nationaux, 1978.
- L'univers de Degas, éditions H. Scrépel, Paris, 1979.
- Donation Claude Roger-Marx, catalogue d'exposition (musée du Louvre, 1980-1981), éditions des musées nationaux, 1980.
- Inventaire des dessins de Delacroix au musée du Louvre, catalogue raisonné, 2 volumes, éditions des musées nationaux, Paris, 1984.
- « Delacroix peintre de la femme », L'Œil, n°383, juin 1987, pp. 62-67.
- Dessins du Louvre - École française, Flammarion, 1992.
- L'Impressionnisme, collection « Que sais-je ? », Presses universitaires de France, 1994 (consulter en ligne).

### Film
- Style et technique, éditions Diapofilm, Paris, 1990.

## Expositions

### Expositions personnelles
- Galerie Alex Reid & Lefèvre, Londres, 1951[4].

### Expositions collectives
- Charles Camoin, André Dunoyer de Segonzac, Albert Marquet, Jean Puy, Maurice Sérullaz, Galerie Druet, Paris, 1936, 1937[4].
- La Vie parisienne, musée d'art moderne de la ville de Paris, 1937[4].
- Salon des indépendants, Paris, 1938[4].

## Réception critique
- « Il reçoit tout d'abord l'influence de Pierre Laprade dont la peinture semble "répondre" plastiquement à la poésie de Paul Verlaine et Stéphane Mallarmé. Mais très vite soucieux de concentration et de construction, il se met pour longtemps à l'école de Paul Cézanne. Son originalité tient à ses dons de coloriste que la composition met en valeur dans ses meilleures œuvres, la plupart dans les harmonies les plus difficiles à atteindre : les rouges comme dans Pot de géranium (1935), puis les blancs  dans Lilas blancs et jusqu'aux nombreux paysages parisiens. Dans les années 70, les camaïeux de bleus s'opposent à des réserves de blanc pratiquées dans les natures mortes comme dans les paysages cannois tandis que d'autres toiles détachent avec rigueur les objets de la vibration discrète et savante des fonds qui reprennent en mineur la gamme de leur tonalité majeure. » - Dictionnaire Bénézit[4]

## Collections publiques
- Fonds d'art contemporain de la ville de Paris, Paysage de Paris, huile sur toile 55x46cm, avant 1977[7].
- Musée national d'Art moderne, Paris, La vallée de la Creuse à Bonnu, huile sur toile 46x61cm, 1948[8].
- Fonds national d'art contemporain, Puteaux :
  - Lac de Genève, huile sur toile 27x35cm, 1936[9].
  - Coquillage rose, huile sur toile 70x81cm, avant 1938 (œuvre en dépôt à la mairie de Saint-Restitut)[10].
  - La jardinière, huile sur toile 60x73cm, avant 1939 (œuvre en dépôt à l'École militaire interarmes, Guer)[11].
  - Nature morte, huile sur toile 50x65cm, 1939[12].
  - Paysage du Berry, huile sur toile 46x61cm, 1948 (œuvre en dépôt au ministère de l'Intérieur, Paris)[13].
  - Le lac d'Éguzon, huile sur toile 54x65cm, avant 1952[14].
  - Bouquet de fleurs, huile sur toile 50x61cm, avant 1952 (œuvre en dépôt à la préfecture de Lorraine, Metz)[15].
  - Fleurs dans un vase de cuivre, huile sur toile 61x50cm, avant 1954 (œuvre déposée à la mairie de Décines-Charpieu)[16].
  - Bouquet de fleurs, huile sur toile 61x50cm, 1955 (œuvre en dépôt à la préfecture de Seine-et-Marne, Melun)[17].
  - Vue de Venise, huile sur toile 30x41cm, 1956 (œuvre en dépôt à la sous-préfecture de Cognac)[18]
  - Vue de Venise, huile sur toile 30x41cm, 1957 (œuvre en dépôt à la mairie d'Oissel)[19].

## Distinctions
- Officier de la Légion d'honneur[6].
- Commandeur de l'ordre national du Mérite[6].
- Commandeur des Arts et des Lettres[6].
- Prix Charles-Blanc de l'Académie française, 1982.

### Télévision
- « Les expositions », Art actualité, 14 mai 1967 (visionner en ligne - Source : archives INA ; durée : 13'51").
- « Faux Fragonard », Journal d'Antenne 2, 9 mars 1978 (visionner en ligne - Source : archives INA ; durée : 2'41").